# Comuna Egedal
Egedal (Egedal Kommune) este o comună din regiunea Hovedstaden, Danemarca, cu o suprafață totală de 125,87 km² și o populație de 41.765 de locuitori (2011).